# Sede titolare di Strathearn
La diocesi di Strathearn (in latino: Dioecesis Stratherniensis) è una sede soppressa e sede titolare della Chiesa cattolica.

## Storia
Dal 1973 Strathearn è annoverata tra le sedi vescovili titolari della Chiesa cattolica; dal 23 novembre 2016 il vescovo titolare è Timothy Edward Freyer, vescovo ausiliare di Orange in California.

## Cronotassi dei vescovi e degli arcivescovi titolari
- Hubert Brandenburg † (12 dicembre 1974 - 21 novembre 1977 nominato vescovo di Stoccolma)
- John Peter Jukes, O.F.M.Conv † (20 dicembre 1979 - 21 novembre 2011 deceduto)
- Sébastien Muyengo Mulombe (2 febbraio 2012 - 15 ottobre 2013 nominato vescovo di Uvira)
- Timothy Edward Freyer, dal 23 novembre 2016